# Enigma engine
Enigma engine (также называемый Blitzkrieg engine) — игровой движок, первоначально разработанный русской компанией Nival Interactive для использования в компьютерной стратегической игре «Блицкриг», которая вышла в 2003 году.
Игра сопровождалась встроенными редактором карт и редактором ресурсов и довольно подробными описаниями в файлах справки к этим редакторам. Это позволяло, при наличии достаточного терпения, собирать новые уровни в виде дополнительных или альтернативных миссий, глав и даже кампаний. Успех проекта подтверждает тот факт, что некоторые из дополнений тиражировались на компакт-дисках, в России и за рубежом, как в первоначальном виде, так и в виде самостоятельных дополнений и игр.
Позднее технология также неоднократно дорабатывалась и использовалась в других играх стратегического жанра, включая «Сталинград», «Talvisota: Ледяной ад», «X-Team: День Свободы» и различные официальные дополнения для игр «Блицкриг» и «Блицкриг II».
В игре Сталинград была существенно изменена физика взаимодействия
объектов, что наиболее заметно в невозможности стрельбы сквозь здания прямой наводкой. В Карибском кризисе пересмотрено количество
доступных со склада ресурсов: ресурсы стали ограниченными, введен пошаговый режим оперативной карты главы, была заблокирована возможность пополнения пехоты со склада, введен расход топлива юнитами, добавлена зараженная земля, дополнена возможность захвата пехотой бронетехники и автомобилей, добавлены отдельные траектории для самонаводящихся и для неуправляемых ракет. В Ледовом походе была несколько изменена физика взаимодействия объектов. В Койотах значительно изменена физика взаимодействия объектов, интерфейс пользователя и геймплей. В других играх на движке Enigma engine также по-своему что-то совершенствовалось.
Однако после смерти ведущего программиста Юрия Блажевича, а также в свете некоторого морального устаревания движка, после 2007 года проект практически не развивался.

## Игры, использующие Enigma engine
- 2003 — Блицкриг
- 2004 — Сталинград
- 2005 — Карибский Кризис
- 2005 — Карибский Кризис — Ледовый поход
- 2005 — Первая мировая
- 2007 — Talvisota: Ледяной ад
- 2007 — Монгол: Война Чингизхана
- 2007 — Койоты: Закон Пустыни
- 2005 — Блицкриг II
- 2007 — Великие Битвы: Курская Дуга
- 2007 — Великие битвы: Высадка в Нормандии
- 2007 — Великие Битвы: Сталинград
- 2007 — Великие битвы: Битва за Тобрук
- 2008 — X-Team: День Свободы